# Pàtria Nova: periòdic nacionalista
|  | Pel que fa al periòdic valencianista vegeu Pàtria Nova. |

Pàtria Nova: periòdic nacionalista va ser una publicació periòdica que va sortir a Reus el 1905 i el 1906. El primer número és de l'1 de gener de 1905 i el darrer conservat, el 56, de l'11 de juliol de 1906.
Fundat per Xavier Gambús, era de clara tendència republicana i catalanista. S'imprimia a Reus per Sanjuan Germans, amb un preu de subscripció d'1 pesseta el trimestre a Catalunya i de 5 francs per any a l'estranger. Tenia capçalera mixta i sortia cada deu dies, l'1, 11 i 21 de cada mes.
Pàtria Nova va publicar els textos més rupturistes i contundents de la premsa de l'època. Els redactors de la publicació van ser els primers que van fer un plantejament seriós dels Països Catalans, i al parlar de les diferents actituds de les terres de parla catalana, deien: "Catalunya es desvetlla, Mallorca canta, València plora". I de forma més contundent: "Al dir Catalunya no ens referim pas a la formada per quatre províncies de l'estat espanyol sinó a tota la Catalunya pròpiament dita, a l'antiga nacionalitat formada per una sèrie de pobles lligats per les costums, la llengua i la història". La seva ideologia és també antimilitarista i fa una crítica al sistema electoral per les "tupinades i conxorxes".
A més de Xavier Gambús, que estava vinculat amb el Grup modernista de Reus, hi van publicar membres d'aquesta colla, com ara Josep Aladern, Antoni Isern, Joan Puig i Ferreter, Miquel Ventura, Miquel Barberà i Plàcid Vidal. També hi col·laboraven catalanistes radicals, com Bernat Torroja, socialistes, com Josep Recasens i Mercadé i altres que després es decantarien cap al noucentisme, com Pere Barrufet o Domènec Freixa. El poeta Josep Anguera i Bassedas hi col·laborà amb articles ideològics i també els arquitectes Domènec Sugranyes i el seu germà Màrius Sugrañes.

## Localització
- Exemplars a la Biblioteca Central Xavier Amorós.[4]
- Exemplars a la Biblioteca del Centre de Lectura de Reus.[5]